# Монти-Мор
Монти-Мор (порт. Monte Mor)  —  муниципалитет в Бразилии, входит в штат Сан-Паулу. Составная часть мезорегиона Кампинас. Находится в составе крупной городской агломерации Агломерация Кампинас. Входит в экономико-статистический  микрорегион Кампинас. Население составляет 46 047 человек на 2006 год. Занимает площадь 240,787 км². Плотность населения — 191,2 чел./км².

## История
Город основан 24 марта 1871 года.

## Статистика
- Валовой внутренний продукт на 2005 составляет 767.455.000,00 реалов (данные: Бразильский институт географии и статистики).
- Валовой внутренний продукт на душу населения на 2003 составляет 17.059,12 реалов (данные: Бразильский институт географии и статистики).
- Индекс развития человеческого потенциала на 2000 составляет 0,783  (данные: Программа развития ООН).